# Хокинг, Уильям Эрнест
Уильям Эрнест Хокинг (англ. William Ernest Hocking (10 августа 1873, Кливленд, Огайо — 12 июня 1966, Мадисон, Нью-Гэмпшир) — американский философ-идеалист, представитель персонализма.
Профессор Калифорнийского (1906—1908), Йельского (1908—1914) и Гарвардского (1914—1943) университетов. Ученик Дж. Ройса К. Фишера, В. Дильтея, В. Виндельбанда. Хокинг унаследовал идеи своего учителя Дж. Ройса и стал продолжателем его идей, стремясь пересмотреть идеалистическую философию, интегрировать её с эмпиризмом, натурализмом и прагматизмом. Работая в области философии религии, пытался включить в неё знание феноменологии, ценностной этики и неореализма. Метафизика, согласно Хокингу, должна исходить из опыта: «то, что не работает, не истинно». Для Хокинга характерна связь элементов объективного и субъективного идеализма.
Взгляды Хокинга в области политической философии основаны на том, что либерализм должен быть заменён новой формой индивидуализма, основной принцип которого: каждый человек должен достичь полноты своего бытия. Единственным же естественным правом является «развитие своего внутреннего потенциала». Важнейшая свобода — «свобода совершенствования своей свободы».
Хокинг посещал лекции многих выдающихся немецких философов своего времени, таких как Вильгельм Дильтей, Пауль Наторп, Эдмунд Гуссерль, Вильгельм Виндельбанд и Генрих Риккерт. Будучи стойким защитником идеализма в Америке, Хокинг считал своё понимание идеализма очень важным для выяснения значения всего, что существенно для понимания таких понятий, как «религия», «история» и «надличное».
Хокинг считал, что ничто не может быть окончательно иррациональным, равно как и то, что нет непознаваемого в том, что происходит вокруг.

## Сочинения
- The meaning of God in human experiences, 1912.
- The self Its body and freedoms, 1928.
- Thoughts on death and life, 1937.
- What man can make of mans, 1942.
- Science and the idea of Gods, 1944.